# Springville (Nueva York)
Springville es una villa ubicada en el condado de Erie en el estado estadounidense de Nueva York. En el año 2000 tenía una población de 4,252 habitantes y una densidad poblacional de 449 personas por km².

## Geografía
Springville se encuentra ubicada en las coordenadas 42°30′34″N 78°40′11″O / 42.50944, -78.66972.

## Demografía
Según la Oficina del Censo en 2000 los ingresos medios por hogar en la localidad eran de $38,221, y los ingresos medios por familia eran $49,422. Los hombres tenían unos ingresos medios de $39,452 frente a los $24,621 para las mujeres. La renta per cápita para la localidad era de $19,302. Alrededor del 7.4% de la población estaban por debajo del umbral de pobreza.